# Dasymys
Dasymys är ett släkte gnagare i familjen råttdjur som förekommer i Afrika. Beroende på auktoritet räknas fem till nio arter i släktet.

## Taxonomi och utbredning
Enligt Wilson & Reeder (2005) är skillnaden mellan Dasymys och andra råttdjur från gamla världen så stor att de bör listas i en egen släktgrupp med namnet Dasymys–gruppen. Genetiska undersökningar av Lecompte et al. (2008) tyder på att Dasymys tillhör en afrikansk utvecklingslinje inom underfamiljen Murinae där även Arvicanthis–gruppen och några andra släkten ingår. Denna utvecklingslinje definieras i avhandlingen som tribus med namnet Arvicanthini.
Antalet arter är omstridd. De följande listas av IUCN.
- Dasymys foxi lever i ett mindre område i Nigeria.
- Dasymys incomtus förekommer från Centralafrikanska Republiken och Sydsudan till norra Namibia och östra Sydafrika. En avskild population finns i centrala Etiopien.
- Dasymys montanus hittas i Ruwenzoribergen i Uganda och Kongo-Kinshasa.
- Dasymys nudipes lever i två regioner i centrala Angola respektive i nordöstra Namibia med angränsande områden av andra stater.
- Dasymys rufulus förekommer i västra Afrika från centrala Nigeria till södra Gambia.

Wilson & Reeder listar däremot 4 arter till i släktet.

## Beskrivning
Dessa gnagare når en kroppslängd mellan 11 och 19 cm och därtill kommer en nästan lika lång svans. Vikten ligger mellan 50 och 150 gram. Pälsen på ovansidan varierar mellan ljusbrun och svart, undersidan är olivgrön, ljusgrå eller vitaktig. Pälsen hos flera men inte alla arter är raggig.
Dessa gnagare vistas vanligen i träskmarker och andra våta gräsmarker men hittas även i skogar och savann. Deras fötter är inte anpassade för livet i träd och de håller därför till på marken. Arten Dasymys montanus hittades även 4000 meter över havet. Flera arter bygger underjordiska bon av en två meter lång tunnel som ligger cirka 30 centimeter under markytan. De är huvudsakligen aktiva på natten. Honor föder mellan ett och nio ungdjur per kull och slutar med digivning ungefär 30 dagar efter ungarnas födelse.
IUCN listar Dasymys montanus som starkt hotad (EN) och två arter till med kunskapsbrist (DD). De andra arterna betraktas som livskraftiga (LC).